# 韋塞利夫斯凱
47°54′35″N 35°32′52″E / 47.90972°N 35.54778°E
韋塞利夫斯凱（烏克蘭語：Веселівське）是位於烏克蘭東南部的村莊，由扎波羅熱州扎波羅熱区的米哈伊洛-盧卡舍韋市鎮負責管轄。該村處於莫克拉莫斯科夫卡河右岸，始建於1865年，面積0.24平方公里，2001年人口49。